# 가거항리항

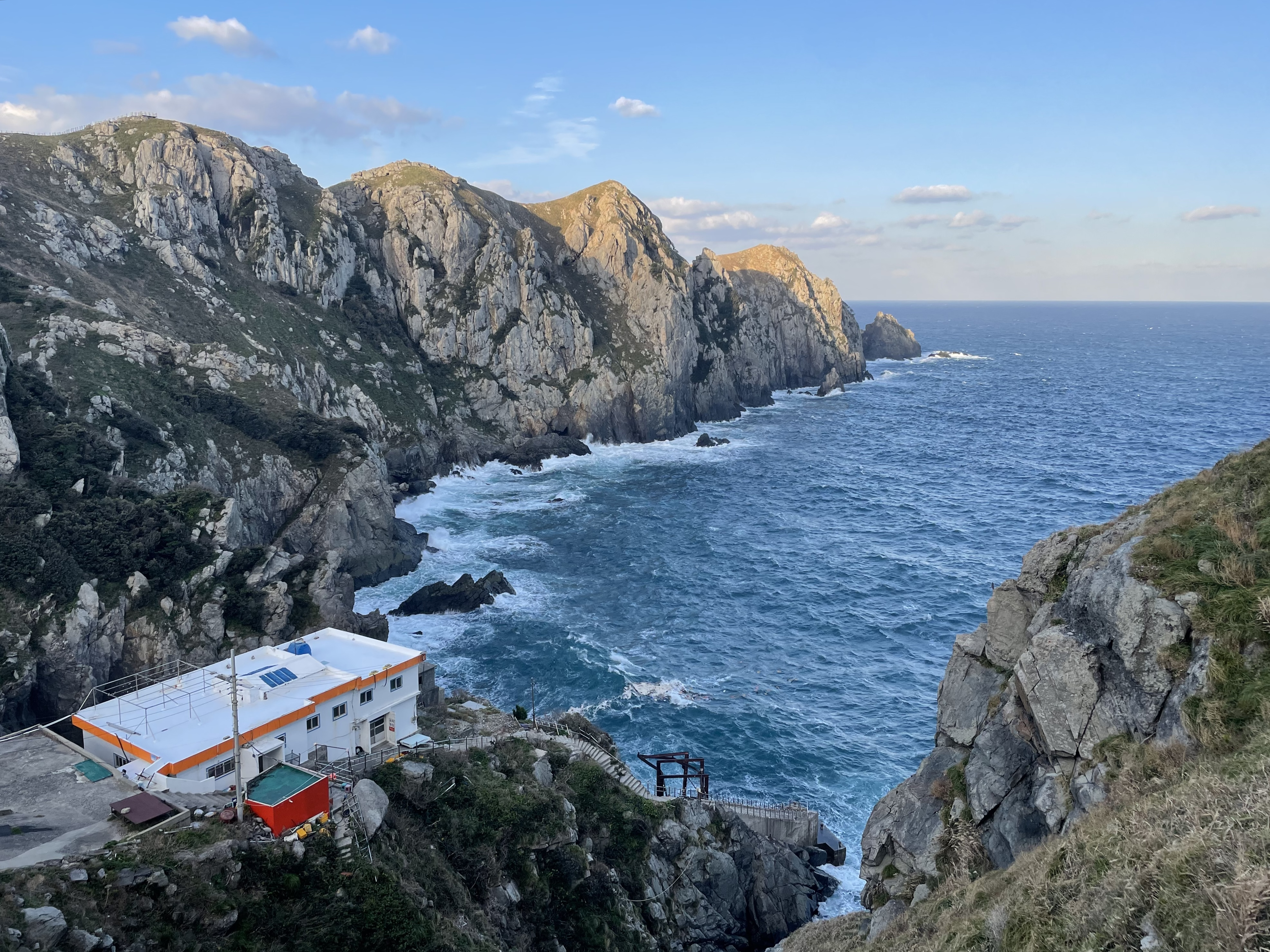
가거항리항의 모습 (2022년)

가거항리항(可居項里港, UN/LOCODE: KR GGH)은 전라남도 신안군 흑산면 가거도리에 있는 대한민국의 항만이다. 가거도의 명승지인 항리마을 섬등반도 북쪽 만입부에 자리하였다. 가거항리항은 서해 남부 먼바다의 영해 관리 기점으로써 잠재적 유용성을 인정받아 2012년 국가관리연안항으로 지정되었다. 
가거항리항은 2022년 현재 계단으로만 접근 가능한, 방파제 없는 11미터 길이의 간이 선착장에 불과하여 접안과 하역 작업이 정상적으로 이루어지지 않는다. 따라서 대한민국 정부는 100톤급 해양경찰 선박 최소 1척을 댈 수 있게 하는 것을 목표로 2030년까지 가거항리항을 확장할 계획을 가지고 있다.
계획대로라면 기존 선착장은 철거되고, 50미터 길이의 해경부두· 20미터 길이의 소형 어선부두· 90미터 길이의 방파제 등, 국가 지정 명승인 섬등반도의 경관을 해치지 않는 선에서 항만으로서 최소한의 기능을 할 수 있는 시설이 새로 들어서게 된다.
가거항리항의 「항만법」 상 관리청은 해양수산부 장관이다. 항만법의 하위 법령에 따라 목포지방해양수산청이 장관으로부터 관리 권한을 위임받아 가거항리항에 관한 대부분의 일을 맡아서 본다.

## 현황

### 항만 구역
- 수상 구역: 북위 34도 04분 52.21초, 동경 125도 05분 38.39초 지점과 북위 34도 04분 30.94초, 동경 125도 05분 07.82초 지점을 연결한 선 안의 해면.[2] 넓이 4.04 제곱킬로미터.[1]

- 육상 구역: 고시되어 있지 않음[3]

### 항만 시설
- 소형선 부두: 간이 선착장 11 m

## 이야깃거리
- 2012년 가거항리항이 처음 연안항으로 지정될 당시 관련 법령에서는 가거향리항이라는 잘못된 이름을 사용하였다. 이에 2014년 항만법 시행령을 개정하면서 오타를 바로잡았다.

- 그러나 2022년 현재까지도 유엔 유럽 경제 위원회에서 발행하는 지리 식별 부호인 UN/LOCODE에서는 Gageohyangri라는 잘못된 표기를 사용하고 있다. 가거항리의 올바른 로마자 표기는 Gageohangni이다. 항리의 "리"는 법정리 또는 행정리를 나타내는 행정구역 단위가 아니기 때문에 줄표가 빠지고 자음동화가 적용된다.

- 2020년 8월 26일 태풍 바비(BAVI)가 가거도를 통과할 당시, 가거항리항 인근 섬등반도 언덕의 무인기상관측장비에서 초속 66.1미터라는 극단적인 풍속 값이 기록된 바 있다.[4]

- 대한민국 정부는 과거에도 국가관리연안항 기본계획(해양수산부 고시 제2013-267호)를 통해, 태풍이 올 때마다 큰 피해를 입는 가거도항을 보완할 수 있을 정도의 규모로 2020년까지 가거항리항을 확장하겠다고 발표한 바 있다. 그러나 이 계획은 사업 기한이 만료되는 2020년 연말까지 아무런 진전을 보지 못하고 폐기되었다. 2020년 9월 문화재청은 항리 섬등반도를 국가 명승으로 지정하였고, 같은 해 12월 해양수산부가 새로 고시(제2020-231호)한 가거항리항 기본계획은 2013년의 것에 비해 건설 규모가 대폭 축소되었다.

- 대통령령 제32763호 「항만법 시행령」 제35조의 제1호에 따라, 가거항리항 항만구역 또는 항만시설 안에서는 정당한 사유 없이 수산동식물을 포획·채취 또는 양식하는 행위를 할 수 없다. 다만 가거항리항은 명목상으로만 연안 항만일 뿐 실제로는 동네 주민들의 고기잡이배 한 척도 매어 놓기 버거운 조그마한 간이 선착장에 불과하기 때문에, 현지에서는 관광객들의 부둣가 낚시가 활발하게 이루어진다.

- 섬등반도 북쪽 만입부에는 가거항리항이, 남쪽 만입부에는 가거2항(전라남도의 소규모 비법정 항포구)이 위치한다. 가거2항은 협곡몽돌해변이라는 이름으로 관광객들에게 유명하다.

## 같이 보기
- 가거도
- 가거도항